# Hannu Lintu
Hannu Petteri Lintu (Rauma, 13 ottobre 1967) è un direttore d'orchestra finlandese.

## Biografia
Lintu studiò pianoforte e violoncello al Conservatorio di Turku e alla Sibelius Academy. Ha inoltre studiato direzione d'orchestra con Atso Almila e più tardi con Jorma Panula ed Eri Klas. Ha inoltre tenuto corsi di perfezionamento con Ilya Musin. Lintu vinse il Concorso Nordic Conducting nel 1994 a Bergen. Si laureò presso l'Accademia Sibelius nel 1996 con il massimo dei voti. Ha assunto un incarico part-time di professore di direzione d'orchestra presso l'Accademia Sibelius nel mese di settembre del 2014.
Dal 1998 al 2001, Lintu è stato direttore principale dell'Orchestra Filarmonica di Turku. Nel 2005, ha lavorato come direttore artistico per il Festival estivo di Suoni del gruppo finlandese di musica contemporanea Avanti!. Lintu è stato direttore principale della Tampere Philharmonic Orchestra dal 2009 al 2013. Nel dicembre 2010 l'Orchestra sinfonica della radio finlandese annunciò la nomina di Lintu come suo ottavo direttore principale, con efficacia dal 1º agosto 2013, con un contratto iniziale di 3 stagioni. Ha tenuto il titolo di direttore ospite principale con l'orchestra per la stagione 2012-2013. Nel mese di aprile 2016 la FRSO annunciò l'estensione del contratto di Lintu come direttore principale fino al 2021.
Al di fuori della Finlandia, Lintu è stato direttore principale e direttore artistico della Helsingborg Symphony Orchestra dal 2002 al 2005. Lintu per primo diresse la RTÉ Orchestra Sinfonica Nazionale nel gennaio 2009. In base a tale apparizione, fu nominato direttore principale ospite della RTÉ Orchestra Sinfonica Nazionale, efficace con la stagione 2010-2011.
Lintu risiede a Helsinki. Ha diretto le registrazioni commerciali per etichette come Claves, Dacapo, Danacord, Hyperion, Naxos, e Ondine.